# Eschrion de Samos
Pour les articles homonymes, voir Eschrion.
Eschrion de Samos (en grec ancien Αἰσχρίων / Aiskhríôn) est un poète iambique grec du IVe siècle av. J.-C., natif de l’’île de Samos, mentionné dans Les Deipnosophistes d’Athénée, quelques vers choliambiques et iambiques y sont conservés aux livres VII et VIII,. .

## Notice biographique
Il nia, refusa de reconnaître l'autorité sur un manuel traitant de sexe à sa compatriote Philénis, mais la défendit contre la virulence du sophiste Polycrate d'Athènes, qui condamnait Philénis comme débauchée. Défenseur de Philénis, Eschrion attribue la paternité du livre à Polycrate lui-même. Quelques autres vers d'Eschrion se retrouvent dans les écrits du grammairien Tzétzès.